# Збір коштів
Збір коштів (або фандрейзинг від англ. fundraising) — залучення сторонніх ресурсів для реалізації соціально значущих завдань, культурних проєктів або підтримки існування організації. Процес сбору коштів передбачає пошук потенційних пожертвувачів, якими можуть бути як фізичні особи, так і компанії.

## Принцип
У більшості випадків термін фандрейзинг використовується по відношенню до діяльності некомерційних організацій (НКО), які збирають кошти на соціально значущі цілі. Як правило, донори поділяються на спонсорів, донорів і меценатів. Спонсором може бути як фізична особа, так і організація, допомога яких може бути безоплатною і відшкодовуватися. Останній передбачає поширення або популяризацію інформації про спонсора, договір пожертви оформлюється за згадку бренду. Донор — це фізична особа або організація, яка робить безоплатні пожертви або спонсорує гранти на конкурсній основі. Меценати — це особи, які роблять безоплатні пожертви.
Збори поділяються на цільові запити та програмні заходи. Цільові збори залучають більшу кількість людей, оскільки спрямовані на допомогу конкретній людині, найчастіше — тій, що має проблеми зі здоров'ям. Програмні збори організовуються для спонсорування соціальних послуг або масштабних програм. Витрати на заробітну плату працівників і найманих фахівців, а також непрямі витрати можуть бути включені в будь-який вид зборів. Прикладами можуть бути програми реабілітації людей з інвалідністю та соціальної адаптації дітей, які залишилися без батьківського піклування, а також організація регулярної волонтерської допомоги в лікарнях. Пожертви можна перераховувати як за безготівковим розрахунком, так і готівкою. Як правило, зробити пожертвування можна через касу організації, банк або спеціально встановлений термінал. 

## Види збору коштів

### Волонтерський фандрейзинг
Волонтерський фандрейзинг — це стратегія збору коштів через особисті зв'язки прихильників організації. Зазвичай вона здійснюється через участь у великих благодійних концертах і марафонах. Класичними прикладами волонтерського фандрейзингу у світі є Movember, Ice Bucket Challenge, Sleep out, Race for Life. Фандрейзинг за допомогою волонтерів вважається однією з найефективніших стратегій фандрейзингу через наявність особистих стосунків між волонтерами та донорами.

### Краудфандинг
Краудфандинг — це колективна співпраця людей, які добровільно об'єднують грошові або інші ресурси для підтримки проєктів як організацій, так і інших людей. Збір коштів за допомогою краудфандингу може бути використаний для підтримки політичних кампаній, фінансування стартапів та малого бізнесу, створення вільного програмного забезпечення або отримання прибутку від спільних інвестицій. Головний принцип краудфандингу — сформулювати мету та визначити точну суму грошей для її досягнення. Як правило, цей вид збору коштів здійснюється через Інтернет, вся інформація про збір знаходиться у відкритому доступі.
Лідерами великих краудфандингових проєктів стали водонепроникні годинники Pebble, комп’ютерна гра Prison Architect та платформа для створення онлайн-сервісів Ethereum.
На початку 2024 року, в Україні почав роботу проєкт з соціального краудфандингу Соціальна країна.

## Історія
Практика збору пожертвувань на соціально значущі цілі бере свій початок ще в 17-18 століттях. Одним з перших великих меценатів в той час була європейська сім'я Медічі, яка спонсорувала наукові відкриття епохи Відродження. Інший приклад — сім'я Ротшильдів, яка протягом усього 20 століття володіла найбільшими статками у світі та регулярно жертвувала на благодійність. Термін «фандрайзинг» виник у США у 19-му та на початку 20-го століть для позначення збору пожертвувань на соціальні проєкти «третього сектору» — сфери економіки, яка об'єднує неурядові організації. На той момент сектор займався завданнями, які ігнорувалися приватними та державними структурами. У 1900 році Чарльз Уорд і Френк Пірс організували перший великий проєкт зі збору коштів для будівництва християнської волонтерської організації YMCA у Вашингтоні, округ Колумбія. У 1931 році на основі донорських пожертвувань був заснований Нью-Йоркський Суспільний Фонд, донори якого самостійно визначали, на що повинні піти кошти.
З 1950-х років частка неурядових організацій в «третьому секторі» США значно зросла, що дозволило виділити фандрейзинг як окрему управлінську дисципліну. Після закінчення економічної кризи 1973 року держава скоротила фінансування громадських організацій, в результаті чого останні стали використовувати різні види стратегій фандрейзингу. В теперішній час в США існує розвинений інститут благодійності: до кінця 20 століття було зареєстровано понад 1,6 мільйона некомерційних організацій, із загальним бюджетом в $800 млрд. Також поширені пожертви від компаній і великих підприємців. Наприклад, засновник Facebook Марк Цукерберг пожертвував понад $45 млрд на соціально важливі проєкти. Apple також активно займається благодійною діяльністю, щорічно витрачаючи близько $30 млн. Підприємець Воррен Баффет — один із найбільших світових донорів — з 2006 року він передав на благодійність більше 30 мільярдів доларів.

### Цікаві факти
- Термін «професійний фандрайзер» («professional fundraiser») — той, хто надає послуги по залученню ресурсів самостійно або за контрактом, тоді як «фандрайзер — професіонал» («fundraising professional») — співробітник організації, яка шукає шляхи залучення ресурсів.
- Команда президента США Барака Обами організувала рекордний збір коштів на передвиборчу кампанію у 2008 році власними зусиллями на основі залучення коштів нижніх шарів суспільства.

## Литература
- Безуглый Э.А., Кутергин Н.Б., Алексеев Н.А. Фандрайзинг: история возникновения и развитие. — Вестник БТГУ имени В.Г. Шухова, 2016. — Вип. №3. — С. 187—190.
- Вахтина А. Система фандрайзинга на арене российских НКО // Региональное развитие. — 2015. — Вып. 6. — № 10.
- Информационно-аналитический бюллетень о развитии гражданского общества и некоммерческого сектора в РФ. — 2016.
- Ларина Л. Р. Источники финансирования некоммерческих организаций, и управление ими. — Современные проблемы науки и образования, 2013. — Вип. 6.
- Мерсиянова И.В. Участие россиян в денежных пожертвованиях: факторы и уровень вовлечённости. — Экономическая социология, 2010. — Т. 11, вип. 5. — С. 26—53.
- Спонсоринг и фандрайзинг в деятельности некоммерческих организаций. — Межрегиональная общественная организация «Семья против наркотиков», 2013.
- Фандрайзинг: истории из российской практики. Сборник кейсов. — Санкт-Петербург : Центр РНО, 2012.
- Lester M. Salamon. The State of Nonprofit America. — Washington, DC: Brookings Institution Press, 2012. — С. 10.
- Фандрейзинг в Україні: шляхи до залучення коштів
- A Review of investments by The Atlantic Philanthropies in the fundamentals of the U.S. philanthropic sector, 1984 – 2001. — Tony Proscio, 2003. — 77 с.